# Strobilanthes arenicola
Strobilanthes arenicola är en akantusväxtart som beskrevs av W.W. Smith. Strobilanthes arenicola ingår i släktet Strobilanthes och familjen akantusväxter. Inga underarter finns listade i Catalogue of Life.